# Premis Oscar de 1938
Els Premis Oscar de 1938 (en anglès: 11th Academy Awards) foren presentats el 23 de febrer de 1939 en una cerimònia realitzada al Biltmore Hotel de Los Angeles.
Aquesta fou la primera edició en la qual no hi hagué un presentador fix.

## Curiositats

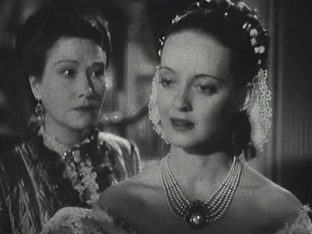
Fay Bainter i Bette Davis a Jezebel

Aquesta fou la primera edició en la qual una pel·lícula de parla no anglesa (La Grande Illusion de Jean Renoir) optà al premi a la millor pel·lícula.
Amb la victòria aconseguida per Frank Capra com a millor director per No us l'endureu pas es convertí en el primer director a aconseguir tres premis. Posteriorment el seguiren John Ford (que acabaria guanyant-ne quatre) i William Wyler.
Aquesta fou la primera de les dues úniques vegades en la història dels guardons on tres dels quatre premis d'interpretació van ser guanyats per anteriors guanyadors del premi, únicament Fay Bainter guanyà per primera vegada. L'altre altra vegada que això ha succeït fou en l'edició de 1994. Així mateix Fay Bainter fou la primera actriu a rebre en un mateix any dues nominacions en diferents categories interpretatives, i Spencer Tracy es convertí en el primer dels dos actors principals a guanyar dos anys consecutius; l'altre fou Tom Hanks i ho aconseguí també el 1994.

## Premis
| Millor pel·lícula | Millor director |
| --- | --- |
| - No us l'endureu pas - Les aventures de Robin Hood - Alexander's Ragtime Band - Boys Town - The Citadel - Four Daughters - La Grande Illusion - Jezebel - Pygmalion - Test Pilot | - Frank Capra per No us l'endureu pas - Michael Curtiz per Angels with Dirty Faces - Michael Curtiz per Four Daughters - Norman Taurog per Boys Town - King Vidor per The Citadel |
| Millor actor | Millor actriu |
| - Spencer Tracy per Boys Town com a Pare Flanagan - Charles Boyer per Algiers com a Pepe le Moko - James Cagney per Angels with Dirty Faces com a Rocky Sullivan - Robert Donat per The Citadel com a Dr. Andrew Manson - Leslie Howard per Pygmalion com a Professor Henry Higgins | - Bette Davis per Jezebel com a Julie Marsden - Fay Bainter per White Banners com a Hannah Parmalee - Wendy Hiller per Pygmalion com a Eliza Doolittle - Norma Shearer per Maria Antonieta com a Maria Antonieta d'Àustria - Margaret Sullavan per Three Comrades com a Patricia Hollmann |
| Millor actor secundari | Millor actriu secundària |
| - Walter Brennan per Kentucky com a Peter Goodwin - John Garfield per Four Daughters com a Mickey Borden - Gene Lockhart per Algiers com a Regis - Robert Morley per Maria Antonieta com a Lluís XVI de França - Basil Rathbone per If I Were King com a Lluís XI de França | - Fay Bainter per Jezebel com a Tia Belle Massey - Beulah Bondi per Of Human Hearts com a Mary Wilkins - Billie Burke per Merrily We Live com a Emily Kilbourne - Spring Byington per No us l'endureu pas com a Penelope "Penny" Sycamore - Miliza Korjus per The Great Waltz com a Carla Donner |
| Millor història | Millor guió adaptat |
| - Eleanore Griffin i Dore Schary per Boys Town - Irving Berlin per Alexander's Ragtime Band - Rowland Brown per Angels with Dirty Faces - Marcella Burke i Frederick Kohner per Mad About Music - John Howard Lawson per Bloqueig - Frank Wead per Test Pilot | - George Bernard Shaw, Ian Dalrymple, Cecil Lewis i W. P. Lipscomb per Pygmalion (sobre obra teatre de G.B. Shaw) - Lenore Coffee i Julius J. Epstein per Four Daughters (sobre hist. de Fannie Hurst) - Ian Dalrymple, Elizabeth Hill i Frank Wead per The Citadel (sobre hist. de A. J. Cronin) - John Meehan and Dore Schary per Boys Town (sobre hist. E. Griffin i D. Schary) - Robert Riskin per No us l'endureu pas (sobre obra teatre de George S. Kaufman i Moss Hart) |
| Millor banda sonora | Millor cançó original |
| - Erich Wolfgang Korngold per Les aventures de Robin Hood - Russell Bennett per El transatlàntic del Pacífic - Richard Hageman per If I Were King - Marvin Hatley per Block-Heads - Werner Janssen per Bloqueig - Alfred Newman per The Cowboy and the Lady - Louis Silvers per Suez - Herbert Stothart per Maria Antonieta - Franz Waxman per The Young in Heart - Victor Young per Army Girl - Victor Young per Breaking the Ice | - Ralph Rainger (música); Leo Robin (lletra) per The Big Broadcast of 1938 ("Thanks for the Memory") - Edward Ward (música); Chet Forrest i Bob Wright (lletra) per Mannequin ("Always and Always") - Irving Berlin (música i lletra) per Amanda ("Change Partners") - Lionel Newman (música); Arthur Quenzer (lletra) per The Cowboy and the Lady ("The Cowboy and the Lady") - Johnny Marvin (música i lletra) per Under Western Stars ("Dust") - Harry Warren (música); Johnny Mercer (lletra) per Going Places ("Jeepers Creepers") - Phil Charig (música); Arthur Quenzer (lletra) per Merrily We Live ("Merrily We Live") - Ben Oakland (música); Oscar Hammerstein II (lletra) per The Lady Objects ("A Mist Over the Moon") - Jimmy McHugh (música); Harold Adamson (lletra) per That Certain Age ("My Own") - Irving Berlin (música i lletra) per Alexander's Ragtime Band ("Now It Can Be Told") |
| Millor curtmetratge d'animació | Millor banda sonora - Adaptació |
| - Ferdinand the Bull de Walt Disney i RKO Radio - Brave Little Tailor de Walt Disney i RKO Radio - Good Scouts de Walt Disney i RKO Radio - Hunky and Spunky de Paramount - Mother Goose Goes Hollywood de Walt Disney i RKO Radio | - Alfred Newman per Alexander's Ragtime Band - Victor Baravalle per Amanda - Cy Feuer per Storm Over Bengal - Marvin Hatley per There Goes My Heart - Boris Morros per Tropic Holiday - Alfred Newman per Així neix una fantasia - Charles Previn i Frank Skinner per Mad About Music - Max Steiner per Jezebel - Morris Stoloff i Gregory Stone per Girls' School - Herbert Stothart per Sweethearts - Franz Waxman per The Young in Heart |
| Millor direcció artística | Millor fotografia |
| - Carl J. Weyl per Les aventures de Robin Hood - Richard Day per Així neix una fantasia - Hans Dreier i John B. Goodman per If I Were King - Cedric Gibbons per Maria Antonieta - Stephen Goosson i Lionel Banks per Holiday - Charles D. Hall per Merrily We Live - Bernard Herzbrun i Boris Leven per Alexander's Ragtime Band - Jack Otterson per Mad About Music - Van Nest Polglase per Amanda - Alexander Toluboff per Algiers - Lyle Wheeler per The Adventures of Tom Sawyer | - Joseph Ruttenberg per The Great Waltz - Norbert Brodine per Merrily We Live - Robert de Grasse per Intrigues femenines - Ernest Haller per Jezebel - James Wong Howe per Algiers - Peverell Marley per Suez - Ernest Miller i Harry Wild per Army Girl - Victor Milner per The Buccaneer - Leon Shamroy per The Young in Heart - Joseph Valentine per Mad About Music - Joseph Walker per No us l'endureu pas |
| Millor so | Millor muntatge |
| - Thomas T. Moulton per The Cowboy and the Lady (United Artists Studio Sound Department) - John Livadary per No us l'endureu pas (Columbia Studio Sound Department) - Elmer A. Raguse per Merrily We Live (Hal Roach Studio Sound Department) - Douglas Shearer per Sweethearts (MGM Studio Sound Department) - Loren L. Ryder per If I Were King (Paramount Studio Sound Department) - Charles L. Lootens per Army Girl (Republic Studio Sound Department) - John Aalberg per Intrigues femenines (RKO Radio Studio Sound Department) - Edmund H. Hansen per Suez (Fox Studio Sound Department) - Bernard B. Brown per That Certain Age (Universal Studio Sound Department) - Nathan Levinson per Four Daughters (Warner Bros. Studio Sound Department) | - Ralph Dawson per Les aventures de Robin Hood - Tom Held per The Great Waltz - Tom Held per Test Pilot - Gene Havlick per No us l'endureu pas - Barbara McLean per Alexander's Ragtime Band |
| Millor curtmetratge, un carret | Millor curtmetratge, dos carrets |
| - That Mothers Might Live de MGM - The Great Heart de MGM - Timber Toppers de 20th Century Fox | - Declaration of Independence de Warner Bros. - Swingtime in the Movies de Warner Bros. - They're Always Caught de MGM |

## Oscar honorífic

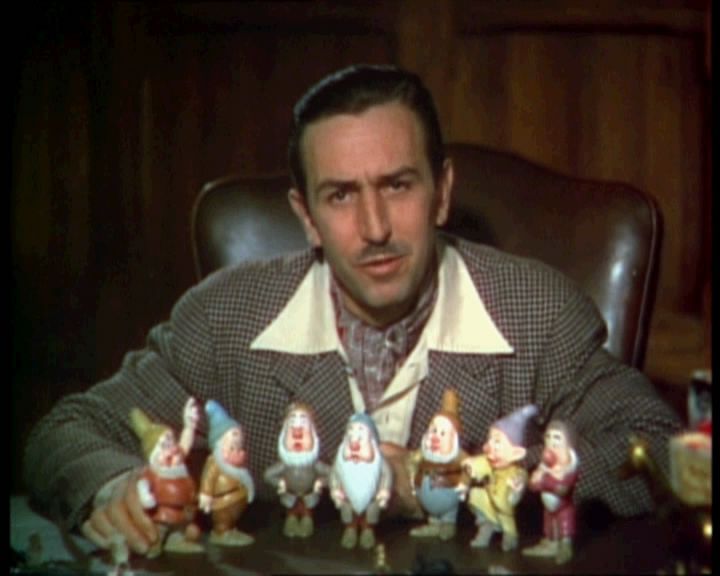
Walt Disney en una imatge presentant Blancaneus i els set nans.

- Walt Disney - per a Blancaneus i els set nans reconeguda com una gran innovació de la pantalla, que ha encantat milions i ha estat pionera d'un nou camp d'entreteniment en el cinema de dibuixos animats. [una estatueta i set estatuetes en miniatura sobre una base]
- J. Arthur Ball - per les seves destacades contribucions al progrés de la fotografia en color. [certificat]
- Harry Warner - en reconeixement de servei patriòtic en la producció de curtmetratges històrics, presentant importants episodis de la primera lluita del poble americà a la recerca de la llibertat. [certificat]
- Gordon Jennings, Jan Domela, Devereaux Jennings, Irmin Roberts, Art Smith, Farciot Edouart, Loyal Griggs, Loren L. Ryder, Harry D. Mills, Louis Mesenkop, Walter Oberst - per l'assoliment excepcional en la creació d'efectes especials, fotogràfics i de so de la producció Spawn of the North. [placa]
- Oliver T. Marsh i Allen M. Davey - per la fotografia en color de la producció Sweethearts. [placa]

## Premi Irving G. Thalberg
- Hal B. Wallis

## Oscar Juvenil
- Deanna Durbin i Mickey Rooney - per la seva contribució significativa a portar a la pantalla l'esperit i la personificació de la joventut, i com a actors joves establint un alt nivell de capacitat i el rendiment. [estatueta en miniatura]

## Múltiples nominacions i premis
| Les següents pel·lícules van rebre diverses nominacions: - 7 nominacions: No us l'endureu pas - 6 nominacions: Alexander's Ragtime Band - 5 nominacions: Boys Town, Four Daughters, Jezebel i Merrily We Live - 4 nominacions: Les aventures de Robin Hood, Algiers, The Citadel, If I Were King, Mad About Music, Maria Antonieta i Pygmalion - 3 nominacions: Angels with Dirty Faces, Army Girl, Amanda, The Cowboy and the Lady, The Great Waltz, Suez, Test Pilot i The Young in Heart - 2 nominacions: Bloqueig, Així neix una fantasia, Sweethearts, That Certain Age i Intrigues femenines | Les següents pel·lícules van rebre més d'un premi: - 3 premis: Les aventures de Robin Hood - 2 premis: Boys Town, Jezebel i No us l'endureu pas |